# Гонибов, Ауэс Муаедович
Ауэс Муаедович Гонибов (род. 3 марта 2001 года,  Терек, Кабардино-Балкария) — российский борец классического стиля черкесского происхождения. Чемпион России 2023 года. Бронзовый призёр чемпионата мира 2023. Вице-чемпион мира среди юниоров 2019. Мастер спорта международного класса.

## Спортивная карьера
Первые большие результаты для Гонибова пришли в 2016 году, на Кубке России памяти Олимпийского чемпиона Анатолия Парфенова он завоевал золотую медаль. Так же стал победителем первенства России среди юношей 2016 (до 17 лет) в Казани в весовой категории до 76 кг. В 2017 году Гонибов стал победителем первенства СКФО среди юношей и финалистом первенства России среди юношей 2017 в весовой категории до 76 кг. Победитель первенства Европы среди юношей 2017 года в Боснии и Грегоровне. В 2018 году снова стал финалистом первенства России среди юношей в весе до 80 кг, что дало ему право выступить на первенстве Европы среди юношей, который проходил в Северной Македонии, где он выиграл бронзовую медаль. В 2019 году перешел на юниорский уровень (до 20 лет) и выступил на первенстве России среди юниоров в Иркутске, где стал вторым. Победитель Мемориала Сураката Асиятлова 2019 года в Дагестане. В августе 2019 года на первенстве мира в Эстонии стал вице-чемпионом мира, уступив в финале лишь чемпиону Европы Иштвану Ткачу (Венгрия). В сентябре 2019 года стал победителем турнира "Владимирская осень". В сентябре 2020 года стал победителем первенства России среди юниоров, проходивший во Владимире. В ноябре 2020 года стал победителем тупикового первенства России в Казани. В июне 2021 года стал финалистом международного турнира среди юниоров памяти "Думитру Парвулеску и Василе Йорга", который прошел в Бухаресте (Румынии). В августе 2021 года выиграл первые игры стран СНГ в Казани. В октябре 2021 года стал победителем на всероссийском турнире «Мемориал Артюхиных». В ноябре 2021 года выступил на чемпионате России среди борцов до 23 лет, где он выиграл серебро. В феврале 2022 года выиграл свою первую бронзовую медаль на взрослом Чемпионате России в весовой категории до 82 кг. В апреле 2022 года на чемпионате России до 23 лет во Владивостоке Гонибов стал вторым, уступив в финале своему давнему сопернику Хамиду Исаеву из Чеченской республики. В начале 2023 года Гонибов стал чемпионом России среди взрослых спортсменов в весе до 82 кг. В мае 2023 года стал финалистом международного турнира в Армении и победителем турнира памяти Кутузова в Суздале. В августе 2023 года стал победителем вторых игра стран СНГ в Белоруссии. В сентябре 2023 года был отобран в состав сборной России на чемпионат мира 2023 в Белграде (Сербия). На данном чемпионате мира в четвертьфинале Ауэс уступил азербайджанцу Рафику Гусейнову, но в мачте за бронзовую медаль одолел чемпиона мира и Европы из Турции Бурхана Акбудака. В мае 2024 стал победителем первенства Европы до 23 лет в Баку.

## Спортивные достижения
- 2017 Первенство Европы среди кадетов — ;
- 2018 Первенство Европы среди кадетов — ;
- 2019 Первенство мира среди юниоров — ;
- 2021, 2022 Чемпионат России до 23 лет — ;
- 2022 Чемпионат России — ;
- 2023 Чемпионат России — ;
- 2021, 2023 Игры стран СНГ — ;
- 2023 Чемпионат мира — ;
- 2023 Первенство мира до 23 лет — ;
- 2024 Первенство Европы до 23 лет — ;